# Manipur

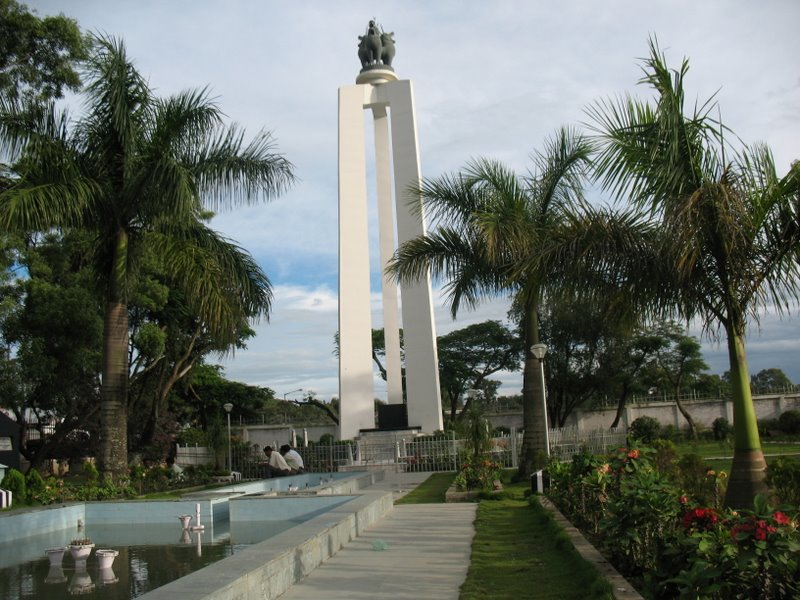
Il Kangla Sha, l'emblema statale

Manipur (manipuri: মণিপুর maṇipur), hindi: मणिपुर) è uno Stato dell'India nordorientale con capitale la città di Imphal. Confina con gli Stati di Nagaland a nord, Mizoram a sud e Assam ad ovest. Ad est si trova lo Stato sovrano della Birmania (Myanmar) con cui ha legami storici.

## Geografia
La superficie totale dello stato è pari a 22.347 km²; il territorio è circondato da catene montuose che racchiudono un'ampia vallata di forma ovale che si estende da nord a sud in cui si trova anche la capitale, Imphal ad un'altitudine di 790 m sl.m.
Le catene montuose proteggono lo stato dai venti freddi settentrionali e dai cicloni provenienti da sud.
Il principale fiume dello stato è il Barak, che si origina dalle Manipur Hills. Il fiume ha numerosi tributari e poco dopo la confluenza con il fiume Tuivai, si dirige verso nord formando il confine con l'Assam; entra nell'Assam nel distretto di Cachar poco a nord di Lakhipur. Una volta entrato nel Bangladesh prende il nome di Meghna.

## Geografia antropica

### Suddivisioni amministrative

I distretti del Manipur

Lo stato è diviso in nove distretti:
| Distretto     | Capoluogo     | Popolazione (2011) |
| ------------- | ------------- | ------------------ |
| Bishnupur     | Bishnupur     | 237 399            |
| Chandel       | Chandel       | 144 182            |
| Churachandpur | Churachandpur | 274 143            |
| Imphal Est    | Porompat      | 456 113            |
| Imphal Ovest  | Lamphelpat    | 517 992            |
| Senapati      | Senapati      | 479 148            |
| Tamenglong    | Tamenglong    | 140 651            |
| Thoubal       | Thoubal       | 422 168            |
| Ukhrul        | Ukhrul        | 183 998            |